# 山頂纜車有限公司
山頂纜車有限公司（英語：Peak Tramways Company Limited）於1888年在香港成立，其業務是營運來往香港島的金鐘花園道和太平山爐峰峽的山頂纜車，目前由香港上海大酒店有限公司全資擁有。公司總部設於太平山盧吉道1號，並被列為香港二級歷史建築。

## 歷史

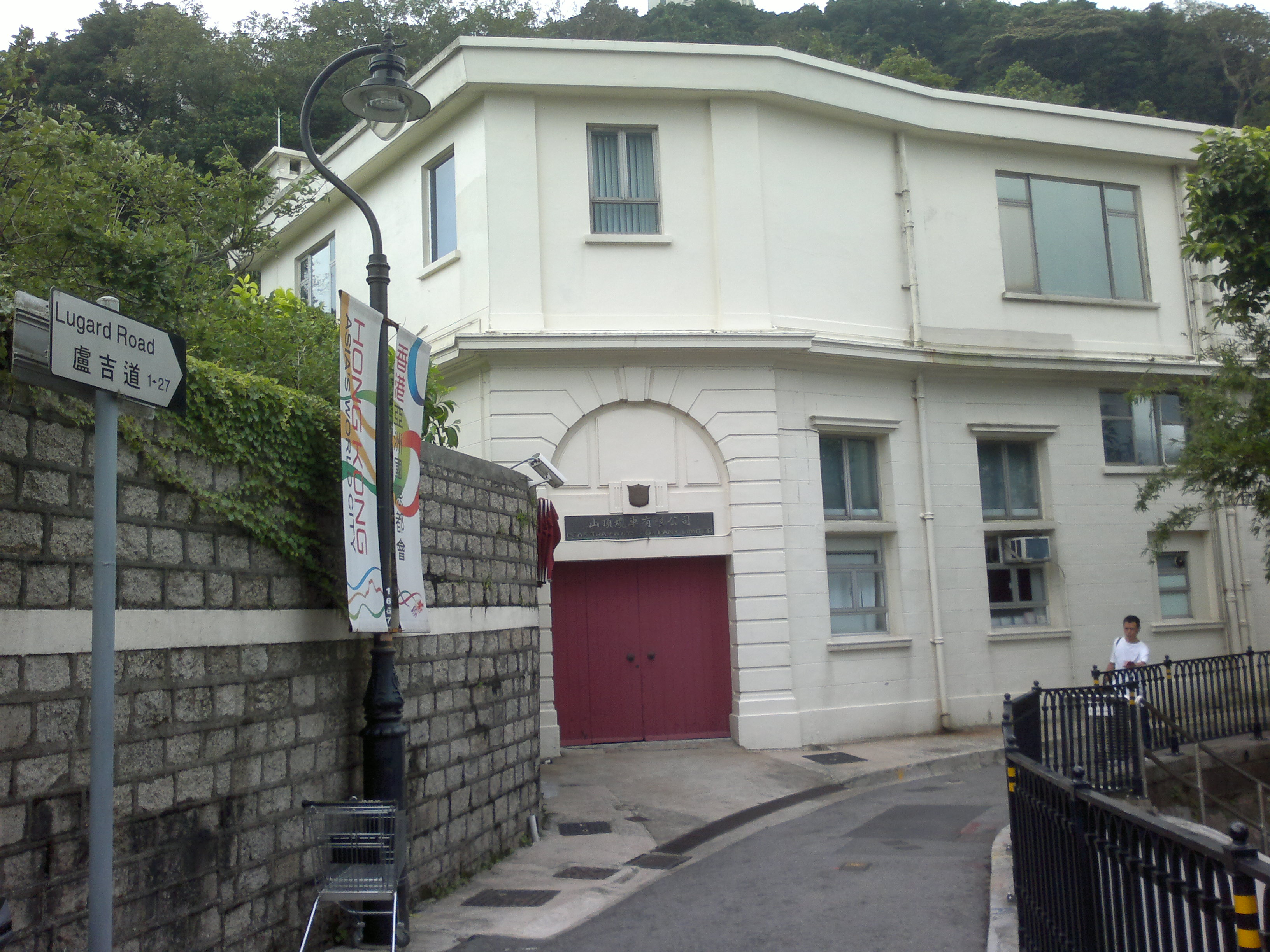
山頂纜車有限公司辦事處

1882年2月9日，立法局正式通過《建築車路條例》（Tramways Ordinance），於1883年通過Peak Tramway Ordinance（等同現時香港法例第265章《山頂纜車條例》），提出於香港島興建6段電車路線，當中香港總商會主席奇利贊臣（F. B. Johnson）聯同另外三名商人，芬梨史密夫（或譯雪仙史蔑，A. F. Smith）、大衞沙宣（D. Sassoon）及嘉活曉士（W. Kerfoot Hughes）有意承辦當中連接中環花園道至太平山爐峰峽的鐵路。經當局批准後，香港高山纜車鐵路公司（Hong Kong High Level Tramways Company）正式成立，並於1885年9月開始施工。1888年5月30日上午八時，山頂纜車由當時香港總督威廉德輔爵士主持剪綵啟用，公司改為現稱。
山頂纜車有限公司曾為香港交易所上市公司，後來香港上海大酒店有限公司其後購入山頂纜車有限公司全數股權，一直持有至今。

## 辦事處歷史
山頂纜車公司辦事處於1926年興建，除了作為辦事處，也是總經理的住所，曾於1953年加建一層樓房擴建住所。

## 外部連結
- 香港山頂：山頂纜車歷史
- 1444 幢歷史建築物簡要，古物古蹟辦事處